# Lucas Faggiano
Lucas Faggiano (Bahía Blanca, Provincia de Buenos Aires, Argentina, 21 de marzo de 1989) es un basquetbolista argentino que se desempeña como base en Boca Juniors de la Liga Nacional de Básquet. Es hijo del exjugador de baloncesto Jorge Faggiano.

## Trayectoria

### Carrera universitaria
Faggiano jugó en los Long Island Blackbirds, el equipo de baloncesto de la Universidad de Long Island -situada en Brookville, Nueva York- que integraba la Northeast Conference de la División I de la NCAA. Tras sólo una temporada, dejó el básquetbol universitario estadounidense por razones personales.

#### Universidades
| Club                   | País           | Clase    | Año         |
| ---------------------- | -------------- | -------- | ----------- |
| Long Island Blackbirds | Estados Unidos | Freshman | 2008 - 2009 |

### Carrera profesional
Surgido de la cantera de Estudiantes de Bahía Blanca, pudo jugar el Torneo Nacional de Ascenso y la Liga Nacional de Básquet antes de migrar a los Estados Unidos. Tras su regreso se reincorporó a su club, el cual luego encararía un proyecto deportivo-empresarial que lo llevaría a convertirse en Bahía Basket.
Faggiano tuvo pasos por Boca Juniors y San Lorenzo, sin embargo fue en San Martín de Corrientes donde terminó por consolidarse como jugador profesional y logró conseguir sus mejores promedios como anotador y asistidor.
En la temporada 2019-20, Faggiano se marcharía a Brasil para jugar en las filas de Bauru Basquete, con el que promedia 14.3 puntos y 5.5 asistencias en el certamen local.
En agosto de 2020 llegó a España para jugar en las filas del San Sebastián Gipuzkoa Basket Club de la Liga Endesa, dirigido por su compatriota Marcelo Nicola.
Luego de jugar una temporada con los vascos, el 6 de agosto de 2021, firmó su incorporación al Movistar Estudiantes de la Liga LEB Oro. Condujo a su equipo hasta las instancias finales de los playoffs del torneo, pero fueron derrotados por el Bàsquet Girona, perdiendo así la posibilidad de ascender. De todos modos Movistar Estudiantes conquistó la Copa Princesa de Asturias de 2022.
El 22 de julio de 2022 se oficializó su arribo al Minas Tênis Clube de la Novo Basquete Brasil. Jugó una temporada allí, promediando 5,6 puntos, 3,1 rebotes y 2,6 asistencias por juego en 31 partidos.
A fines de julio de 2023 acordó su incorporación al Fuerza Regia de Monterrey de la Liga Nacional de Baloncesto Profesional de México.
El 21 de diciembre de 2023, llega al Real Betis Baloncesto de la Liga LEB Oro.
El 20 de junio de 2024, firma por el Fuerza Regia de Monterrey de la Liga Nacional de Baloncesto Profesional de México.
A finales de febrero de 2025 regresa a España al firmar con el Monbus Obradoiro de la Primera FEB.
El 26 de junio de 2025 se anunció su retorno a México como fichaje de El Calor de Cancún de la LNBP.

#### Clubes
| Club                      | País      | Año         |
| ------------------------- | --------- | ----------- |
| Estudiantes (BB)          | Argentina | 2005 - 2008 |
| Estudiantes (BB)          | Argentina | 2009 - 2012 |
| Bahía Basket              | Argentina | 2012 - 2013 |
| Boca Juniors              | Argentina | 2013 - 2015 |
| San Lorenzo               | Argentina | 2015 - 2016 |
| San Martín (C)            | Argentina | 2016 - 2019 |
| Bauru Basquete            | Brasil    | 2019 - 2020 |
| Acunsa GBC                | España    | 2020 - 2021 |
| Movistar Estudiantes      | España    | 2021 - 2022 |
| Minas Tênis Clube         | Brasil    | 2022 - 2023 |
| Fuerza Regia de Monterrey | México    | 2023        |
| Real Betis Baloncesto     | España    | 2023 - 2024 |
| Fuerza Regia de Monterrey | México    | 2024        |
| Obradoiro CAB             | España    | 2025        |
| El Calor de Cancún        | México    | 2025        |
| Boca Juniors              | Argentina | 2025-act    |

## Selección nacional
Faggiano, en su época de juvenil, estuvo presente en el Campeonato Sudamericano de Baloncesto Sub-16 de 2005.
Fue convocado a la selección de básquetbol de Argentina para disputar las ventanas clasificatorias rumbo a la Copa Mundial de Baloncesto de 2019 en diciembre de 2018 y febrero de 2019.

## Palmarés

### Campeonato Nacionales
| Título                                  | Club                 | País      | Año     |
| --------------------------------------- | -------------------- | --------- | ------- |
| Liga Nacional de Básquet                | San Lorenzo          | Argentina | 2015-16 |
| Torneo Súper 20                         | San Martín (C)       | Argentina | 2017    |
| Torneo Interligas                       | Bauru Basquete       | Brasil    | 2019    |
| Copa Princesa de Asturias               | Movistar Estudiantes | España    | 2022    |
| Copa LNBP                               | Fuerza Regia         | México    | 2023    |
| Liga Nacional de Baloncesto Profesional | Fuerza Regia         | México    | 2023    |

### Individuales
| Título                  | Club           | País      | Año  |
| ----------------------- | -------------- | --------- | ---- |
| MVP del Torneo Súper 20 | San Martín (C) | Argentina | 2017 |